# Gran Premio di superbike d'Aragona 2013
Il Gran Premio di superbike d'Aragona 2013 è stato la seconda prova su quattordici del campionato mondiale Superbike 2013, disputato il 14 aprile sul circuito di Aragon, in gara 1 ha visto la vittoria di Chaz Davies davanti a Sylvain Guintoli e Marco Melandri, lo stesso pilota si è ripetuto anche in gara 2, davanti a Sylvain Guintoli e Tom Sykes.
La vittoria nella gara valevole per il campionato mondiale Supersport 2013 è stata ottenuta da Fabien Foret.

## Risultati

### Gara 1

#### Arrivati al traguardo[4]
| Pos. | Nº | Pilota            | Squadra              | Motocicletta           | Giri | Tempo     | Griglia | Punti |
| ---- | -- | ----------------- | -------------------- | ---------------------- | ---- | --------- | ------- | ----- |
| 1º   | 19 | Chaz Davies       | BMW Motorrad GoldBet | BMW S1000 RR           | 20   | 39:50.332 | 3º      | 25    |
| 2º   | 50 | Sylvain Guintoli  | Aprilia Racing       | Aprilia RSV4 Factory   | 20   | +0:05.216 | 4º      | 20    |
| 3º   | 33 | Marco Melandri    | BMW Motorrad GoldBet | BMW S1000 RR           | 20   | +0:07.089 | 8º      | 16    |
| 4º   | 65 | Jonathan Rea      | Pata Honda           | Honda CBR1000RR        | 20   | +0:08.196 | 9º      | 13    |
| 5º   | 76 | Loris Baz         | Kawasaki Racing      | Kawasaki ZX-10R        | 20   | +0:14.417 | 6º      | 11    |
| 6º   | 16 | Jules Cluzel      | Fixi Crescent Suzuki | Suzuki GSX-R1000       | 20   | +0:18.332 | 5º      | 10    |
| 7º   | 7  | Carlos Checa      | Ducati Alstare       | Ducati 1199 Panigale R | 20   | +0:24.306 | 10º     | 9     |
| 8º   | 84 | Michel Fabrizio   | Red Devils Roma      | Aprilia RSV4 Factory   | 20   | +0:25.884 | 14º     | 8     |
| 9º   | 91 | Leon Haslam       | Pata Honda           | Honda CBR1000RR        | 20   | +0:35.721 | 11º     | 7     |
| 10º  | 86 | Ayrton Badovini   | Ducati Alstare       | Ducati 1199 Panigale R | 20   | +0:44.129 | 13º     | 6     |
| 11º  | 27 | Max Neukirchner   | MR-Racing            | Ducati 1199 Panigale R | 20   | +0:51.424 | 12º     | 5     |
| 12º  | 23 | Federico Sandi    | Team Pedercini       | Kawasaki ZX-10R        | 20   | +1:09.217 | 17º     | 4     |
| 13º  | 18 | Ivan Clementi     | HTM Racing           | BMW S1000 RR           | 20   | +1:14.091 | 18º     | 3     |
| 14º  | 31 | Vittorio Iannuzzo | Grillini Dentalmatic | BMW S1000 RR           | 20   | +1:48.328 | 20º     | 2     |

#### Non classificato
| Nº | Pilota         | Squadra        | Motocicletta         | Giri | Griglia |
| -- | -------------- | -------------- | -------------------- | ---- | ------- |
| 58 | Eugene Laverty | Aprilia Racing | Aprilia RSV4 Factory | 14   | 2º      |

#### Ritirati
| Nº | Pilota           | Squadra                  | Motocicletta         | Giri | Griglia |
| -- | ---------------- | ------------------------ | -------------------- | ---- | ------- |
| 34 | Davide Giugliano | Althea Racing            | Aprilia RSV4 Factory | 19   | 7º      |
| 5  | Alexander Lundh  | Team Pedercini           | Kawasaki ZX-10R      | 11   | 15º     |
| 8  | Mark Aitchison   | Effenbert Liberty Racing | Ducati 1098R         | 6    | 19º     |
| 66 | Tom Sykes        | Kawasaki Racing          | Kawasaki ZX-10R      | 5    | 1º      |

### Gara 2

#### Arrivati al traguardo[5]
| Pos. | Nº | Pilota           | Squadra              | Motocicletta           | Giri | Tempo     | Griglia | Punti |
| ---- | -- | ---------------- | -------------------- | ---------------------- | ---- | --------- | ------- | ----- |
| 1º   | 19 | Chaz Davies      | BMW Motorrad GoldBet | BMW S1000 RR           | 19   | 37:52.691 | 3º      | 25    |
| 2º   | 50 | Sylvain Guintoli | Aprilia Racing       | Aprilia RSV4 Factory   | 19   | +0:05.035 | 4º      | 20    |
| 3º   | 66 | Tom Sykes        | Kawasaki Racing      | Kawasaki ZX-10R        | 19   | +0:07.677 | 1º      | 16    |
| 4º   | 34 | Davide Giugliano | Althea Racing        | Aprilia RSV4 Factory   | 19   | +0:12.549 | 7º      | 13    |
| 5º   | 33 | Marco Melandri   | BMW Motorrad GoldBet | BMW S1000 RR           | 19   | +0:19.766 | 8º      | 11    |
| 6º   | 76 | Loris Baz        | Kawasaki Racing      | Kawasaki ZX-10R        | 19   | +0:23.855 | 6º      | 10    |
| 7º   | 16 | Jules Cluzel     | Fixi Crescent Suzuki | Suzuki GSX-R1000       | 19   | +0:26.926 | 5º      | 9     |
| 8º   | 7  | Carlos Checa     | Ducati Alstare       | Ducati 1199 Panigale R | 19   | +0:31.593 | 10º     | 8     |
| 9º   | 91 | Leon Haslam      | Pata Honda           | Honda CBR1000RR        | 19   | +0:35.308 | 11º     | 7     |
| 10º  | 86 | Ayrton Badovini  | Ducati Alstare       | Ducati 1199 Panigale R | 19   | +0:44.497 | 13º     | 6     |
| 11º  | 84 | Michel Fabrizio  | Red Devils Roma      | Aprilia RSV4 Factory   | 19   | +0:53.071 | 14º     | 5     |
| 12º  | 27 | Max Neukirchner  | MR-Racing            | Ducati 1199 Panigale R | 19   | +0:55.223 | 12º     | 4     |
| 13º  | 5  | Alexander Lundh  | Team Pedercini       | Kawasaki ZX-10R        | 19   | +1:32.995 | 15º     | 3     |
| 14º  | 18 | Ivan Clementi    | HTM Racing           | BMW S1000 RR           | 19   | +1:41.979 | 18º     | 2     |
| 15º  | 65 | Jonathan Rea     | Pata Honda           | Honda CBR1000RR        | 18   | +1 giro   | 9º      | 1     |

#### Ritirati
| Nº | Pilota            | Squadra              | Motocicletta         | Giri | Griglia |
| -- | ----------------- | -------------------- | -------------------- | ---- | ------- |
| 23 | Federico Sandi    | Team Pedercini       | Kawasaki ZX-10R      | 6    | 17º     |
| 31 | Vittorio Iannuzzo | Grillini Dentalmatic | BMW S1000 RR         | 0    | 20º     |
| 58 | Eugene Laverty    | Aprilia Racing       | Aprilia RSV4 Factory | 0    | 2º      |

#### Non partito
| Nº | Pilota         | Squadra                  | Motocicletta | Griglia |
| -- | -------------- | ------------------------ | ------------ | ------- |
| 8  | Mark Aitchison | Effenbert Liberty Racing | Ducati 1098R | 19º     |

### Supersport

#### Arrivati al traguardo
| Pos. | Nº | Pilota               | Squadra                       | Motocicletta     | Giri | Tempo     | Griglia | Punti |
| ---- | -- | -------------------- | ----------------------------- | ---------------- | ---- | --------- | ------- | ----- |
| 1º   | 99 | Fabien Foret         | Mahi Racing Team India        | Kawasaki ZX-6R   | 18   | 37'10.286 | 3º      | 25    |
| 2º   | 60 | Michael van der Mark | Pata Honda                    | Honda CBR600RR   | 18   | +6.595    | 6º      | 20    |
| 3º   | 9  | Luca Scassa          | Kawasaki Intermoto Ponyexpres | Kawasaki ZX-6R   | 18   | +9.909    | 7º      | 16    |
| 4º   | 8  | Andrea Antonelli     | Team Goeleven                 | Kawasaki ZX-6R   | 18   | +10.110   | 17º     | 13    |
| 5º   | 84 | Riccardo Russo       | Puccetti Racing Kawasaki      | Kawasaki ZX-6R   | 18   | +11.950   | 9º      | 11    |
| 6º   | 26 | Lorenzo Zanetti      | Pata Honda                    | Honda CBR600RR   | 18   | +12.658   | 8º      | 10    |
| 7º   | 4  | Jack Kennedy         | Rivamoto                      | Honda CBR600RR   | 18   | +16.105   | 16º     | 9     |
| 8º   | 65 | Vladimir Leonov      | Yakhnich Motorsport           | Yamaha YZF R6    | 18   | +16.800   | 12º     | 8     |
| 9º   | 47 | Roberto Rolfo        | ParkinGo MV Agusta Corse      | MV Agusta F3 675 | 18   | +26.034   | 23º     | 7     |
| 10º  | 87 | Luca Marconi         | PTR Honda                     | Honda CBR600RR   | 18   | +29.106   | 21º     | 6     |
| 11º  | 25 | Alex Baldolini       | Team Lorini                   | Honda CBR600RR   | 18   | +29.296   | 19º     | 5     |
| 12º  | 55 | Massimo Roccoli      | Pata by Martini               | Yamaha YZF R6    | 18   | +29.336   | 18º     | 4     |
| 13º  | 88 | Kevin Coghlan        | Kawasaki DMC-Lorenzini        | Kawasaki ZX-6R   | 18   | +45.557   | 5º      | 3     |
| 14º  | 61 | Fabio Menghi         | VFT Racing                    | Yamaha YZF R6    | 18   | +47.652   | 24º     | 2     |
| 15º  | 91 | Roberto Tamburini    | Suriano Racing                | Suzuki GSX-R600  | 18   | +55.948   | 29º     | 1     |
| 16º  | 34 | Balázs Németh        | Complus SMS Racing            | Honda CBR600RR   | 18   | +56.303   | 32º     |       |
| 17º  | 59 | Alex Schacht         | Racing Team Tóth              | Honda CBR600RR   | 18   | +56.745   | 28º     |       |
| 18º  | 64 | Matt Davies          | Honda PTR                     | Honda CBR600RR   | 18   | +57.236   | 25º     |       |
| 19º  | 33 | Yves Polzer          | MRC Austria                   | Honda CBR600RR   | 18   | +1'40.119 | 33º     |       |
| 20º  | 24 | Eduard Blokhin       | Rivamoto                      | Honda CBR600RR   | 17   | +1 giro   | 34º     |       |
| 21º  | 20 | Mathew Scholtz       | Suriano Racing                | Suzuki GSX-R600  | 17   | +1 giro   | 26º     |       |

#### Ritirati
| Nº | Pilota           | Squadra                       | Motocicletta     | Giri | Griglia |
| -- | ---------------- | ----------------------------- | ---------------- | ---- | ------- |
| 11 | Sam Lowes        | Yakhnich Motorsport           | Yamaha YZF R6    | 17   | 2º      |
| 7  | Nacho Calero     | Honda PTR                     | Honda CBR600RR   | 17   | 27º     |
| 19 | Florian Marino   | Kawasaki Intermoto Ponyexpres | Kawasaki ZX-6R   | 16   | 15º     |
| 5  | Raffaele De Rosa | Team Lorini                   | Honda CBR600RR   | 16   | 10º     |
| 6  | Vladimir Ivanov  | Kawasaki DMC-Lorenzini        | Kawasaki ZX-6R   | 13   | 11º     |
| 37 | David Linortner  | Honda PTR                     | Honda CBR600RR   | 12   | 14º     |
| 35 | Mitchell Carr    | AARK Racing                   | Triumph 675 R    | 11   | 30º     |
| 23 | Luca Salvadori   | Pata by Martini               | Yamaha YZF R6    | 5    | 31º     |
| 21 | Christian Iddon  | ParkinGo MV Agusta Corse      | MV Agusta F3 675 | 5    | 22º     |
| 54 | Kenan Sofuoğlu   | Mahi Racing Team India        | Kawasaki ZX-6R   | 2    | 1º      |
| 14 | Gábor Talmácsi   | Prorace                       | Honda CBR600RR   | 0    | 13º     |
| 32 | Sheridan Morais  | PTR Honda                     | Honda CBR600RR   | 0    | 4º      |
| 10 | Imre Tóth        | Racing Team Tóth              | Honda CBR600RR   | 0    | 20º     |